# Paul von Schwarze
Paul von Schwarze (* 9. Dezember 1843 in Dresden; † 3. Februar 1893 (nach anderen Angaben 2. Februar 1893)) war ein deutscher Ingenieur.

## Leben
Paul von Schwarze war der Sohn eines Generalstaatsanwaltes. Nach dem Schulbesuch in Dresden studierte er ab 1861 Bergwissenschaft in Freiberg. 1865 wurde er Leiter der Grube Holzappel, danach Leiter einer Zeche in Zell an der Mosel. 1870 wurde er zum Direktor einer Galmeigrube in Barmen ernannt. 1873 wurde er mit der Beaufsichtigung und Verwaltung der deutschen Kupfergruben in Schweden beauftragt. Gleichzeitig wurde er zum Konsul ernannt und vertrat das Deutsche Reich. 1878 kehrte er nach Deutschland zurück und bereiste von Düsseldorf aus russische Bergwerke. 1885 wurde er technischer Leiter der Selbecker Erzbergwerke. In dieser Position starb er im Februar 1893 an den Folgen eines Schlaganfalls.
Dem Verein Deutscher Ingenieure (VDI) und dessen Niederrheinischen Bezirksverein trat von Schwarze im April 1880 bei. Er leitete den Bezirksverein in den Jahren 1886 und 1888 bis 1891. Er vertrat den Niederrheinischen Bezirksverein auch im Vorstandsrat des VDI.
1891 trat von Schwarze in den Gesamtvorstand des Allgemeinen Deutschen Verbandes ein. Daneben war er Gründungsvorsitzender der 1890 gegründeten Düsseldorfer Abteilung des Kolonialvereins. Er wurde auch in den Vorstand des Kolonialvereins gewählt.